# Electric Air Control System
Electric Air Control System (EACS) is een systeem van het motorfietsmerk Suzuki dat voor extra brandstof bij hoge toerentallen zorgde op de (tweetakt) Suzuki RG 250 Gamma vanaf 1985.